# Botești (Neamț)
Botești es una comuna ubicada en el distrito de Neamț, Rumania.

## Superficie
Posee una superficie de 33,69 kilómetros cuadrados.

## Demografía
Hasta 2021 la población era de 3890 habitantes, con una densidad de población de 115,5 habitantes por kilómetro cuadrado.